# El Remolino, San Andrés Tuxtla
El Remolino är en ort i Mexiko.   Den ligger i kommunen San Andrés Tuxtla och delstaten Veracruz, i den sydöstra delen av landet, 400 km öster om huvudstaden Mexico City. El Remolino ligger 31 meter över havet och antalet invånare är 598.
Terrängen runt El Remolino är platt åt sydväst, men åt nordost är den kuperad. Runt El Remolino är det ganska glesbefolkat, med 47 invånare per kvadratkilometer. Närmaste större samhälle är San Andres Tuxtla, 17,7 km norr om El Remolino. Omgivningarna runt El Remolino är en mosaik av jordbruksmark och naturlig växtlighet.